# Hilary Summers
Pour les articles homonymes, voir Summers.
Hilary Summers, née en 1965 à Newport dans le Pays de Galles, est une contralto dramatique galloise.

## Biographie
Elle a étudié à l'université de Reading, à la Royal Academy of Music, et au National Opera Studio à Londres. Elle s'est produite sur des bandes originales telles que Le Seigneur des anneaux : Les Deux Tours, The Libertine et H2G2 : le Guide du voyageur galactique. Elle a créé des rôles pour les compositeurs Peter Eötvös et Elliott Carter, et est connue pour avoir une relation de travail étroite avec Michael Nyman. Elle a créé le rôle principal d'Art Banker de l'opéra de Nyman, Facing Goya. Sa discographie comprend, pour Chandos, Partenope et Semele de Haendel. 
En septembre 2003, à l'église de Broglie, elle a chanté le Stabat Mater de Vivaldi et, avec la soprano Kareen Durand, celui de Pergolèse, tous les deux sous la direction d'Oswald Sallaberger, à la tête de l'Orchestre de l'Opéra de Rouen.